# Yuri Nakamura
Yuri Nakamura (中村由利 Nakamura Yuri?,  4 de julio, 1977) es una cantante y compositora japonesa, conocida principalmente como la vocalista de la banda GARNET CROW. Entre sus cercanos también es conocida bajo el apodo de Yurippe.
Dentro de GARNET CROW aparte de desempeñarse en el rol de vocalista única, Yuri también se encarga de las composiciones de cada uno de los temas, aparte de también crear música para otros artistas en algunas ocasiones. No interpreta ningún instrumento musical específico dentro de la banda, pero en presentaciones en vivo a veces toca la pandereta, y también el piano.
Su timbre vocal definido como Alto, ha hecho de su voz una de las más distintivas dentro de la industria musical japonesa, principalmente entre sus contemporáneas, cantantes femeninas japonesas.
- Datos: Q1047172